# Механично пиано
Механичното пиано, наричано още пианола, е самосвирещо пиано, работещо чрез пневматичен или електромеханичен механизъм. Пианото функционира с помощта на ролки перфохартия, които съдържат информация, необходима за изпълнението на желаното музикално произведение.
Продажбите на механичните пиана се увеличават паралелно с тези на масово произвежданите пиана за дома през късния XIX и ранния XX век. Те достигат своя връх през 1924 година, но скоро усъвършенствания фонограф измества механичното пиано. Появата на радиото допълнително засенчва популярността на пианото, а през 1929 година, годината на най-мащабната икономическа криза, производството фактически е спряно.

## Сравнение с други видове пиана
Механичното пиано не е нито електрическо, нито електронно, нито дигитално пиано. Разликата между тези инструменти се състои в звукоизвличането. Механичното пиано е акустично пиано, при което звукът е възпроизведен механично, но без намесата на електрически или електронни компоненти.

## В културата
Механичното пиано е част от сюжетната линия на романи и филми:
- „Механично пиано“ – роман на Кърт Вонегът от 1952 година;
- „Незавършена пиеса за механично пиано“ – филм на Никита Михалков от 1977 година.

Фигурира в разказа на Уилям Портър „Пиано без пиано“ и книгата „Сто години самота“ на Габриел Маркес.
Споменато е и в песента на Марлене Дитрих „Ich bin die fesche lola“.